# Шилов, Дмитрий Антонович
Дмитрий Антонович Шилов (4 октября 1908, с. Дмитряшевка ныне Хлевенского района, Липецкая область — 9 мая 1988) — участник Великой Отечественной войны, сапёр 445-го отдельного саперного батальона (371-я стрелковая дивизия, 5-я армия, 3-й Белорусский фронт), полный кавалер ордена Славы.

## Биография
Родился 4 октября 1908 года в селе Дмитряшевка ныне Хлевенского района Липецкой области в крестьянской семье. Окончил 4 класса. Работал забойщиком на шахте треста «Товарковуголь» в Тульской области.

#### Период Великой Отечественной войны
В Красной Армии с июня 1941 года, в Отечественной войне — с июля 1941 года. Всю войну красноармеец Шилов был сапёром. Боевое крещение получил под городом Сумы в составе 222-й стрелковой дивизии. Сражался в составе 445-го отдельного сапёрного батальона.
22 апреля 1944 года награждён орденом Славы 3-й степени; 28 июля 1944 года награждён Орденом Славы 2-й степени; 24 марта 1945 г. награждён Орденом Славы 1-й степени.

#### Послевоенный период
После долгого лечения в середине 1946 года был демобилизован. Вернувшись на родину, несмотря на инвалидность, самоотверженно трудился. Более двадцати лет работал заведующим мельницей совхоза «Дмитряшевский». Скончался 9 мая 1988 года.

## Награды
- Орден Славы 3-й степени, № 38053 (22.04.1944)[1]
- Орден Славы 2-й степени, № 865 (28.07.1944)[2]
- Орден Славы 1-й степени, № 1429 (24.03.1945)[3]
- Орден Отечественной войны 1-й степени (06.04.1985)[4]
- Медали